# 5 Kanal (Ukraine)
5 Kanal (en ukrainien : 5 канал ; en français : Canal 5 ; en anglais : Channel 5) est une chaîne de télévision commerciale ukrainienne indépendante du pouvoir politique appartenant à l'homme d'affaires et ancien président dit "le roi du chocolat" Petro Porochenko.

## Histoire
La station, quoique d’initiative privée, a été créée en se référant aux critères de fonctionnements de la BBC. Elle donne une place privilégiée à l'information et aux émissions de plateau réunissant des intervenants de points de vue différents.
Elle s'est trouvée en situation d'opposition face au pouvoir en diverses occasions : elle a notamment été menacée de fermeture en 2004 au moment de l'élection présidentielle et de la Révolution orange.
En décembre 2013, elle assure une large couverture des événements et manifestations ayant suivi la renonciation du gouvernement ukrainien et du président Viktor Ianoukovytch de signer un accord d'association avec l'Union européenne.
En septembre 2016, la chaîne adopte le format 16:9.